# 한응인
한응인(韓應寅, 1554년 ~ 1614년)은 조선 중기의 문신이다. 1584년부터 1599년까지 14년간 북경에 네 차례, 연경에 한 차례 다녀오는 등 외교 분야에서 활약을 하였으며 선조가 죽기 전, 영창대군을 부탁한 고명칠신(顧命七臣) 중 한 사람이다. 자는 춘경(春卿), 호는 백졸재(百拙齋) , 본관은 청주이고 시호는 충정(忠靖)이다. 한확의 후손이며 한경남(韓敬男)의 아들로, 어머니는 직제학 김천령(金千齡)의 손녀 김임정(金壬貞)이다.

## 생애
1576년에 생원시와 진사시에 합격했으며 1577년에 문과에 급제했다. 이후 승정원주서, 사헌부감찰, 형조좌랑을 거쳐서 인제현감으로 외직에 나갔는데 예조좌랑, 병조좌랑, 사헌부지평, 사간원정언을 하다가 1590년 신천군수(信川郡守)로 부임했는데 정여립의 모반을 가장 먼저 고변한 공로로 평난공신 1등에 책록되었으며 벼슬은 호조참의에 올랐다. 이후 도승지를 거쳐 이듬해에는 예조판서의 자리에 올랐다. 1591년 도요토미 히데요시가 명을 정벌하기 위해 길을 내달라고 요구한 것을 설명하기 위해 진주사로 명으로 향했으며, 돌아오는 길에 의주에서 임진왜란 발발 사실을 전해듣고 선조의 어가를 호종해 평양에 이르렀다. 선조는 한응인은 도순찰사(都巡察使)로 삼아 임진강을 방어하게 했다. 임진강의 방어선이 무너지자 의주로 향했고, 이후 좌참찬을 거쳐서 공조판서에 제수되었다. 명나라의 장수 이여송이 원군으로 파견되었을 때에는 그의 접반사로 이덕형과 함께 선발되기도 했다. 1595년 청평군(淸平君)에 봉해진 뒤, 세자 책봉의 주청을 위한 주청사 자격으로 명으로 향했으나 일을 서두르지 않았다는 이유로 여러 차례에 걸쳐 탄핵을 받기도 했다. 1605년에는 청평부원군(淸平府院君)으로 봉해지고 벼슬은 병조판서, 이조판서, 호조판서, 형조판서, 좌찬성을 거쳐서 우의정에 이르렀다. 광해군 즉위 후에 유영경이 영의정 자리에서 바로 퇴출된 것과 달리 한응인은 우의정의 자리를 지키다가 곧 물러났고 그 뒤에 광해군의 원로대신에 대한 예우로 판중추부사가 되었으며 이후 이항복의 천거로 좌의정 자리와 영의정 자리에도 유력한 후보로 검토되었으나, 유영경과 연관되면서 1611년에 대북세력의 탄핵으로 마침내 관직이 삭탈되었다. 이후 직첩을 되돌려 받았으나 계축옥사로 다시 삭탈관직되었다. 선조는 죽기 전 한응인을 비롯한 일곱 명의 대신들을 불러 영창대군을 부탁했는데 이 일이 빌미가 되어 광해군 때 관직이 삭탈되었으나 인조반정 후 추증되었다.

## 사후
《한응인묘역》은 경기도 안산시 상록구 사사동에 있다. 부인 전주 이씨와의 합장묘이고 봉분 아랫부분에는 2단으로 둘레석을 둘렀다. 봉분 앞에는 묘비·상석·향로석이 있고 좌우에는 망주석(望柱石:멀리서도 묘가 있음을 알 수 있게 돌기둥)과 문인석이 1쌍씩 있다. 묘역 오른쪽에는 신도비(神道碑:왕이나 고관 등의 평생 업적을 기리기 위해 무덤가에 세우던 비)가 세워져 있는데, 김류가 비문을 짓고 한인급이 글씨를 써서 인조 20년(1642)에 세운 것이다. 1995년 8월 7일 경기도의 기념물 제157호로 지정되었다.

## 평가
조선왕조실록에서는 한응인에 대하여 사람됨이 관후하고, 문장으로 이름이 났지만 일 처리에 있어 태도가 분명하지 않고 임기응변으로 처리했다고 평가했다.

## 가족관계
- 부친 : 서원부원군(西原府院君) 한경남(韓敬男)
- 모친 : 김임정(金壬貞, 1532 ~ ?)[11] - 경주 김씨 김만일(金萬鎰)의 3녀
  - 여동생 : 한성희(韓聖姬, 1562 ~ ?)
  - 남동생 : 한응굉(韓應宏, 1570 ~ ?)
  - 부인 : 이종이(李從伊, 1554 ~ ?) - 이담령(李聃齡)의 딸[12]
    - 장남 : 한덕급(韓德及)
    - 며느리 : 광산 김씨 - 김장생의 딸
      - 손자 : 한수원(韓壽遠)
      - 손자 : 한지원(韓智遠)
      - 손자 : 한지원(韓志遠)
      - 손녀 : 이여홍(李汝洪)의 처
      - 손녀 : 김민성(金敏成)의 처
      - 손녀 : 이시정(李時楨)의 처

    - 아들 : 한신급(韓信及)
      - 손자 : 한기원(韓器遠)

    - 아들 : 한인급(韓仁及)
      - 손자 : 한진원(韓振遠)
      - 손자 : 한명원(韓命遠)
      - 손녀 : 이호징(李好徵)의 처

    - 장녀 : 청주 한씨
    - 사위 : 전주 이씨 이건(李楗, 1570 ~ ?)[13] - 감찰(監察), 증 승지(贈 承旨)
      - 외손자 : 이문형(李文炯, 1590 ~ ?)
      - 외손녀 : 이정(李正, 1592 ~ ?)
      - 외손자 : 이문병(李文炳, 1596 ~ ?)
      - 외손자 : 이문환(李文煥, 1599 ~ ?)
      - 외손자 : 이문정(李文炡, 1601 ~ ?)[14]
      - 외손자 : 이문황(李文煌, 1606 ~ ?)
      - 외손자 : 이문욱(李文煜, 1609 ~ ?)

    - 차녀 : 청주 한씨
    - 사위 : 안대남(安大楠)
      - 외손자 : 안정섭(安廷爕)

    - 3녀 : 청주 한씨
    - 사위 : 남두첨(南斗瞻)
      - 외손자 : 남선(南翧)
      - 외손녀 : 박수현(朴守玄)의 처

## 저서
- 《백졸재유고》

## 참고 문헌
- 국조문과방목

## 관련 작품
- 《징비록》 (KBS1, 2015년, 배우:이정성)